# Goniothalamus fasciculatus
Goniothalamus fasciculatus är en kirimojaväxtart som beskrevs av Jacob Gijsbert Boerlage. Goniothalamus fasciculatus ingår i släktet Goniothalamus och familjen kirimojaväxter. Inga underarter finns listade i Catalogue of Life.